# Phyllophaga submetallica
Phyllophaga submetallica är en skalbaggsart som beskrevs av Bates 1888. Phyllophaga submetallica ingår i släktet Phyllophaga och familjen Melolonthidae. Inga underarter finns listade i Catalogue of Life.